# K-Ximbinho
K-Ximbinho, nom d'artiste de Sebastião de Barros, né le 20 janvier 1917 à Taipu (Rio Grande do Norte) et mort le 26 juin 1980 à Rio de Janeiro, était un compositeur, arrangeur, clarinettiste, saxophoniste et chef d'orchestre brésilien.

## Biographie
K-Ximbinho a commencé sa carrière musicale dans diverses formations de sa ville natale de Taipu, dont entre autres le groupe Pan Jazz. Il s'est toujours intéressé à la musique traditionnelle ainsi qu'à des styles plus modernes comme le Jazz. En 1938, il devient membre du célèbre Orquestra Tabajara, dans lequel il va jouer jusqu'en 1942. C'est durant ces années qu'il déménage à Rio de Janeiro. Il était alors clarinettiste, compositeur et arrangeur pour les musiciens les plus demandés du Brésil, et a beaucoup travaillé pour la télévision jusque dans les années 1960.

## Discographie
Compositions
Ses compositions de choros sont très connues, notamment au Brésil, et sont souvent jouées par les joueurs de choro lors de rodas (cercle en portugais). Parmi ses compositions les plus connues on peut citer les choros Sempre, Sonhando et Sonoroso.
- Auto plágio
- Baião potiguar
- Catita
- Começou o baile
- Dá-lhe garoto
- Deninho Chegou
- Eu quero é sossego
- Gilca
- Ilusão demais
- Juras de amor
- Just walking
- Mais uma vez (mit Del Loro)
- Manda brasa
- Meiguice
- Mora no balanço
- Perplexo
- Penumbra
- Sempre
- Simoninha na Barra
- Sonhando
- Sonoroso
- Tá
- Teleguiado
- Ternura
- Tô sempre aí
- Tudo passa
- Um clarinete a jato
- Um tema novo
- Velhos companheiros

Albums
- Perplexo/Tudo passa, 1953, 78
- omeçou o baile/Baião potiguar, 1954, 78
- Um clarinete a jato/Fim de semana em Paquetá, 1954, 78
- A fonte secou/Gilka, 1955, 78
- Ama-me ou esquece-me/Murmurando, 1956, 78
- Le rififi/Jura, 1956, 78
- Molambo/Arrasta a sandália, 1956, 78
- Suba espuma/Esperando você, 1956, 78
- Em Ritmo de dança, 1958, LP
- O Samba de Cartola, 1959, LP
- K-Ximbinho e Seus Play Boys, 1961, LP
- K-Ximbinho - Saudades de um clarinete, 1980, LP